# 檜山修之
檜山修之（日语：／ Hiyama Nobuyuki，1967年8月25日—），為出身於日本廣島縣廿日市市的男性配音員以及廣播主持人。
其本嗓聲質屬帶金屬性的抒情男高音，適任偏向弱冠的青年男性角色。因其聲質的魅力性，以及其對戰吼與絕招的演繹處裡帶給業界深刻的震撼力，而多被聘任詮釋奇幻、科幻、以及武打類別的日本動畫以及遊戲作品中的正派英雄人物。
其出道作為1989年OVA版本的《怪俠佐羅利》的木乃伊，並以《幽遊白書》的飛影一角成名。檜山在1990年代擔綱主角的作品甚多，在歐美地區尤其以任天堂的獲獎作品《薩爾達傳說：時之笛》的青年林克最廣為人知與被受愛載；而自勝任了勇者系列中的《勇者特急隊》以及《勇者王》的兩部作品主角後，其在亞太地區不但擁有「熱血英雄代言人」的定評，更在日本業界內獲得「聲優界的勇者王」的美譽。

## 來歷
從「月刊Animedia」所附贈的聲優辭典指出，檜山修之從廣島的日本紅十字會醫院(現為廣島赤十字・原爆病院)裡出生，從小喜歡與朋友打棒球。其母親為第二次世界大戰末期的灣生日本人，並在戰爭結束後撤台回日本。
檜山因深受父親的影響而喜歡考究歷史，並在歷史與社會學科的課業上成績表現優異，但並不喜好從事課後活動。由於初中學校硬性規定每位學生一定要參予至少一項課後活動，因此檜山表示「很不情願的」初一先後參加圍棋社與將棋社，初二參與廣播社。檜山坦言，初中時期的廣播社體驗「真的很爛...無聊到初三一開學便自行主動退社。」因而改入書道社過完初中生活。
檜山回顧說，升上高中的他「認為他終於能夠實踐夢寐以求的歸宅生活」，但偏偏被一名與其交情好的同學遊說「想參加這學校的廣播社但不敢自己一個人報名」而被他強拉一起上廣播社。檜山起初對於自己再度參與廣播社活動的這個舉動抱持著不小的排斥，並點出很大的原因在於除上述的不愛課後活動的習慣外，自己當年也不喜歡自身變聲後的聲質，所以在被同學慫恿入社以前幾乎都沒說話。但是檜山很快的發覺高中廣播社的「體驗比中學時期有趣得太多」，能夠「擁有權力自行決定課間與升旗典禮的播放主題，甚至還能自行製作廣播劇。」高中期間檜山有提及他當年曾多次代表學校參加NHK舉辦的全國廣播劇比賽。因與廣播劇的際遇，以及留意到當年流行的動畫所創下的聲優界第二次熱潮，檜山大幅提升對聲音相關行業的興趣，並在學校的升學指導室中確認聲優行業方面的進學資訊。檜山透露他高三的升學規劃第一志願其實是想升大學讀歷史學系成為歷史學家，其次才是「跟聲音有關的工作」。並解釋說「他當時想，既然是要一生裹腹的行業，那我就偏要選自己最愛吃的行業不可。」因想報考的歷史學系過程相當花時間又困難重重，檜山便決定走第二條路並與父母進行商量。因父母對聲優這個行業不熟，風險也太高因此決定不給予兒子金錢與學費援助讓他憑自己的能力去闖，檜山很快的自行取得日本的新聞獎學金並考進東京廣播學院（現為專門學校東京廣播學院）的放送聲優科畢業。

## 學院與新人時期
因父母拒絕給予兒子升學援助，檜山申請獲得日本新聞社的獎學金上東京廣播學院。課間之餘，檜山身為獎學金的獲獎者必須履行為自己所居住的社區送報紙的義務。因獎學金學生的作息需要結合打工時間，檜山只能選用專門給予獎學金學生的課程時段上課，並完全依靠此經費在東京過活。日常清晨三點起床通勤送報，上學，晚上九點回家。其睡眠時間嚴重不足，檜山表示送報生活給了他相當大的身心歷練。
從東京廣播學院畢業的檜山追隨學院老師入籍ARTSVISION附屬日本播音演技研究所持續進修，其在準備他第一場舞台表演的期間被前來巡視的數名母公司經理人以及員工相中而正式入籍ARTSVISION母體旗下，並以1989年的 《怪俠佐羅利》OVA中的一隻木乃伊出道。在檜山前五年的聲優新人時期，他除每當無案子時間必須持續上研究所進修以外，仍然還要從事送報紙的義務。檜山甚至有透露說，自己還另外打工從事保全人員並有一段時間因看管的施工地點在自己上班的錄音公司附近而刻意遮臉不敢被聲優同事發現。

## 事業
檜山第一個錄取的正式角色為1992年播放至1993年株式會社GALLOP製作的環保卡通 《環保小尖兵》中的頭號壞蛋辛多羅門，為期收錄六個月。在《環保小尖兵》即將結束錄音的期間過著有一餐沒一餐的檜山在無法得知下一包收入何處來的情況下，事務所召他前去參加《幽遊白書》的甄選會。檜山在《幽遊白書》的藍光特典中透露他最初只參加藏馬的甄選，甄選的準備也只準備藏馬的資料。完畢之後沒多久時間突然接到事務所電話說《幽遊白書》還要加開第二次甄選所以要他再過去挑戰飛影的角色。因沒時間準備也不清楚角色的設定而擔心的檜山，事務所建議他把聲音壓低一點去試即可。而這飛影一角即成為檜山最具代表的成名作。

## 演出作品
※粗體字表示說明飾演的主要角色。

### 電視動畫
1992年
- 環保小尖兵（日语：地球SOS それいけコロリン）（辛多羅門, 又譯 症候群）
- 媽媽是小學四年生（敵人3）
- 幽遊白書（飛影、外加一些龍套）

1993年
- 秀逗泰山（培多羅・賈士麥牙）
- Battle Fighters餓狼傳說2（東丈）
- 勇者特急隊（旋風寺舞人，又譯 武少威）

1994年
- 足球小將J（日向小次郎）
- 銀河戰國群雄傳（龍我雷）
- 行運超人（カズ、丸井）
- 霸王大系龍騎士（溫德）
- 美少女戰士S（江田耕作）

1995年
- H2（佐川周二）
- 十二生肖 爆烈戰士（大野狼）
- 夢幻遊戲（斗宿）
- 暖暖日記（雪兔子哥哥）
- 橘子醬男孩（威廉.馬素）
- 羅密歐的藍天（喬凡尼）
- 美少女戰士SuperS（綱わたろう）

1996年
- 秀逗魔導士NEXT（喬 (第15話客串)）
- 聖天空戰記（歐魯特）
- 鋼鐵神兵（高宮鐵兵）
- 浪客劍心（佐佐木平八郎）

1997年
- 逮捕令（スリ弟分）
- NEXT戰記EHRGEIZ（羅迪）
- 吸血姬美夕（阿廣）
- VIRUS（鏑木丈一郎）
- HARELUYA II BØY（氷堂純一、シンジ）
- 神奇寶貝（アキラ）
- 馬赫GoGoGo（ジェットソン）
- 勇者王（獅子王凱）

1998年
- 頭文字D（中里毅）
- 星際牛仔（シン）
- 餓沙羅鬼（豪和憂四郎）
- 金田一少年之事件簿（檜山達之、Noble由良間、六条光彦）
- 時空轉抄納斯卡（播報員）
- 青澀之戀（廣島燒店的店主）
- 南海奇皇（副官）
- 哆啦A夢(大山羨代版)（男性）
- 炸彈人 彈珠人爆外傳（電腦）
- 神奇糖（太郎）
- 遊戲王(第一作)（針ねずみのテツ、ドラゴン）
- 乖小孩（江角志郎）
- 浪客劍心勝海舟編（大熊大五郎）
- 羅德斯島戰記-英雄騎士傳-（歐魯森）

1999年
- 亞克傳承（托斯・瓦亞・蒙茲）
- 頭文字D Second Stage（中里毅）
- 星方天使（JJ）
- 仙界伝 封神演義（陳桐）
- 微星小超人（アクロマッハ）
- 火魅子伝（鋼雷）
- 炸彈人 彈珠人爆外傳V（わかむしゃボン）
- 無限的未知（艾雅茲·布魯、古蘭・馬克達尼爾、琉・基魯、新聞播報員）
- 名偵探柯南（京極真）

2000年
- 銀裝騎攻（食事の当番兵）
- 人造人間キカイダー THE ANIMATION（イエロージャガー）
- 數碼寶貝大冒險02（黑戰鬥暴龍獸）
- 哈姆太郎（ノリオさん）
- 哆啦A夢(大山羨代版)（獅子假面）
- 忍者亂太郎（出茂鹿之介、村人A、宅配人）
- 向陽之樹（楠音次郎）
- 法布爾先生是名偵探（パウロ）
- 六門天外（火龍/終極火龍、男山総長、歐卡Power兄弟（兄））

2001年
- 蠟筆小新（八根浦工事）
- 通靈王（聖善）
- 布布恰恰（ちゅう兄ちゃん）
- 地球防衛家族（タツオ、お笑い芸人）
- 忍者亂太郎（武士B、足軽、村人A）
- パチスロ貴族 銀（スロッター）
- PROJECT ARMS（克里夫・吉爾伯特）
- 神奇寶貝水晶 雷之傳說（ブソン）
- ONE PIECE（Mr.3）

2002年
- Assobot戦記五九（ドーベルマンキング）
- 禁獵魔女（技官）
- 機動戰士GUNDAM SEED（穆達·阿茲萊爾）
- 金肉人II世（冷骨戰士）
- 攻殼機動隊 STAND ALONE COMPLEX（アナウンサー）
- 人造人009 THE CYBORG SOLDIER（若き日のギルモア）
- G-on少女騎士團（本郷一朗）
- 哆啦A夢（ライオンジャー）
- 數碼寶貝最前線（究極天使獸）
- 電光快車俠2（富士見鐵雄、歐洲之星男爵）
- 魯莽天使（小林一文字）
- .hack//SIGN（巴爾孟克）
- 爆斗宣言大钢弹（ロウガマル）
- 迷糊天使（湖太郎之父）
- 棋靈王（周平）

2003年
- 自動機械人·原子小金剛（阿特拉斯）
- 我們這一家（森くん）
- 宇宙星路（笙人律夫）
- 貯金大冒險（レバサシ）
- 魁!!天兵高校（PU TAN）
- 神魂合體（光司鐵也）
- シンデレラボーイ（アキラ）
- 灌籃少年（哀川昭彦）
- .hack//黃昏的腕輪傳說（巴爾孟克）
- 6/17秀逗美眉（吉田）
- 忍者亂太郎（飯加玄南）
- 惑星奇航（高正盛）
- FIRESTORM（ガンサー・シュミット）
- 冒険遊記プラスターワールド（マッハ）
- 鼻毛真拳（お茶づけ星人）
- 青檸色之戰奇譚（伊達將之輔、旁白）

2004年
- 空戰88區（パトリック・リード）
- 銀河天使（第4期）（番長）
- 微笑的閃士（藍前鐵破）
- Keroro軍曹（556、ヒーロー、コーカサスオオカブト、悪玉菌、元ミサイル、五十六（いそろく））
- 現視研（斑目晴信）
- 極道鮮師（カルロス）
- 神魂合體 SECOND SEASON（光司鐵也）
- 校園迷糊大王（波摩·泉爾）
- 網球王子（胡狼 桑原）
- 天上天下（石松）
- 變形金剛：超能連結（副司令官天火、研究員B）
- 哆啦A夢(大山羨代版)（傑克）
- ぷぎゅる（先生）
- 怪醫黑傑克（ケン）
- BLEACH（斑目一角）
- 鼻毛真拳（押田）
- 瑪莉亞的凝望（柏木優）
- 網絡英雄洛克人 Stream（西古レイ）
- 日式麵包王 (岩城鐵生) [第54集］

2005年
- あかほり外道アワーらぶげ（欲得プロデューサー、平凡プロデューサー、色欲プロデューサー、SATZのドン、常識プロデューサー、昆虫ヒーロー、原作者 (?) ）
- 出雲戰記（スサノオ）
- 天使心（張）
- 極道鮮師（具史健次郎）
- 新釋 戰國英雄傳說 眞田十勇士 The Animation（德川中納言秀忠、松平下野守忠吉）
- TSUBASA翼（浅黄笙悟）
- 多啦A夢（男、牛郎、阿健、五郎〈第二代〉、布朗）
- 雙戀2（若頭山田官九朗）
- 冒險王比特（グレスト）
- 神奇寶貝超世代（ダツラ、イサオ）
- 怪俠佐羅利（金太）
- 魔法少女奈葉A's（蒙面之戰士）
- 勇者王 FINAL GRAND GLORIOUS GATHERING（獅子王凱）
- らいむいろ流奇譚X CROSS 〜恋、教ヘテクダサイ。〜（旁白）

2006年
- 飛輪少年（間垣浩二）
- 童話槍手小紅帽（銀狼巴爾）
- 金肉人II世ULTIMATE MUSCLE2（冷骨戰士）
- 彩雲國物語（李絳攸）
- 史上最強弟子兼一（劉玄孫）
- 校園迷糊大王 二學期（波摩·泉爾、マスク仮面、旁白）
- 無敵看板娘（西山勘九郎）
- 日式麵包王（岩城鉄生（2代目））
- 吉宗（吉宗）
- 流星之洛克人（オックス）
- 徹之進（土方コーチ）

2007年
- Yes! 光之美少女5（奇瑪）
- 銀魂（八留虎 長男）
- CLAYMORE大劍（男覚醒者1）
- 墓場鬼太郎（第5作）（マヒマヒ）
- 現視研2（斑目晴信、たまごキャラ）
- 神曲奏界（雅帝歐‧屋特‧那姆格魯）
- 天元突破 紅蓮螺巖（維拉爾、可可爺）
- 鐵子之旅（横見浩彦）
- 暗夜魔法使 The ANIMATION（夢魘）
- 旋風管家（サイボーグ執事）
- 萌單（貓君、制作人A）

2008年
- 妳是主人我是僕（武田小十郎）
- 銀魂（大藤）
- 蠟筆小新（兎田丈一、帥哥A）
- 骷髏13（チャック）
- 全力兔（カントク）
- 忍者亂太郎（ヤケアトツムタケ忍者）
- 野良耳2（たまや）
- 蒼色騎士（阿魯）
- 魔法學園MA（修達教授）
- 記憶女神的女兒們（前埜光輝）
- 魍魎之匣（雨宮典匡）
- 十字架與吸血鬼（小宮砕蔵）
- 十字架與吸血鬼 CAPU2（小宮砕蔵）

2009年
- 怪力水平ポパイ（エビゾウ）
- 真・戀姬†無雙（華佗）
- 蒼天航路（陳琳）
- 東之伊甸（板津豊）
- 寵物小精靈鑽石&珍珠（クロツグ）
- 瑪莉亞的凝望 4th Season（柏木優）
- ONE OUTS（川端）

2010年
- 學園默示錄（平野耕太）
- Keroro軍曹（男子）
- 真・戀姬†無雙〜少女大亂〜（華佗）
- 戰鬥司書 The Book of Bantorra（グレイン）
- 數碼寶貝交錯戰爭（斬擊天使獸）
- 四疊半宿舍，青春迷走（喬尼、香織）

2011年
- 快盜天使雙胞胎〜キュンキュン☆ときめきパラダイス!!〜（如月唯人 / ミスティナイト、学校荒らし）
- SKET DANCE（山野邊邦夫）
- Double-j（鳥羽一郎）
- 與殿下一起 ～眼帶的野望～（日语：殿といっしょ）（島津義久、前田利家）
- 多啦A夢（彦星）
- 咚隆隆炎魔君 熊熊燃燒（ふくらし子）
- 火影忍者疾風傳（バンドウ）
- 戰國鬼才傳（毛利輝元）
- 金属对决 战斗陀螺 4D（摩亨佐DJ）
- 召喚惡魔（部長）

2012年
- 銀魂'（大藤）
- 新網球王子（胡狼桑原）
- 激戰！彈珠人（德拉瑟羅斯（ドラゼロス））
- 刀劍神域（迪亞貝魯）
- 加速世界（Sulfur Pot）
- 人類衰退之後（波伊哲（O太郎））
- 聖鬥士星矢Ω（天秤座的玄武）
- 白熊咖啡廳（國王企鵝）
- TARI TARI（ガンバレッド）
- 超譯百人一首戀歌（藤原道長）
- 元氣少女緣結神（小比類卷）

2013年
- Q弟偵探因幡（トーマス）
- 激戰！彈珠人eS（德拉瑟羅斯（ドラゼロス））
- 幕末義人傳 浪漫（小太郎、小次郎）
- 八犬傳－東方八犬異聞－（櫻庭丈治、酒醉男）
- 八犬傳－東方八犬異聞－第二期（紺）
- 我的朋友很少NEXT（永谷英二）
- 神奇寶貝超級願望Season 2：Episode N（ヒロト）
- 果然我的青春戀愛喜劇搞錯了。（材木座義輝）
- 王者天下2（介子坊）
- KILL la KILL（猿投山渦）
- 鑽石王牌（東清國）
- 黑子的籃球 第2季（鳴海大介）
- 刀劍神域 Extra Edition（迪亞貝魯）
- 最強銀河 究極ZERO Battle Spirits（アルティメット・キングタウロス、暗黑神ボンバー）

2014年
- 屬性同好會（ラガイガー）
- Z/X IGNITION（亞歷山大）
- 農林（宮本林太郎）
- 偽戀（龍）
- 相撲力士松太郎（巖の国）
- 決鬥大師VS（コジロー）
- 龍收藏（旁白、廣的父親）
- M3〜其為黑鋼〜（鷺沼青司）
- 魔彈之王與戰姬（皮埃爾·玻德瓦）
- 七大罪（居德）
- 甘城輝煌樂園救世主（塔拉莫）
- 白箱（木下誠一）
- 我，要成為雙馬尾（罪惡天鵝）

2015年
- 銃皇無盡的法夫納（洛基·約頓海姆）
- 戰國無雙（風魔小太郎、伊達政宗）
- 果然我的青春戀愛喜劇搞錯了。續（材木座義輝）
- 偽戀:（龍、指令）
- GATE 奇幻自衛隊 在彼方的土地，如斯的戰鬥（久里濱純）
- 那就是聲優！（家守太輔）
- 夜晚的小雙俠（五郎將軍、後呂造)
- 血型小將ABO第3期 (第6集 A型爸爸)

2016年
- GATE 奇幻自衛隊 在彼方的土地，如斯的戰鬥 第2期（久里濱純）
- 魔法護士小麥R（怪人走光）
- Joker Game（亞蘭·雷爾涅）
- 在下坂本，有何貴幹？（KEN KEN）
- Concrete Revolutio～超人幻想～ THE LAST SONG（閃光傑克）
- 宇宙巡警露露子（黑洞星人）
- TABOO TATTOO－禁忌咒紋－（玉城走破）
- 這個美術社大有問題！（敵方角色）
- 救難小英雄24（加加林）
- 神裝少女小纏（卡里奧特[13]）
- 競女!!!!!!!!（少年）

2017年
- 七龍珠超 (巴利‧卡恩) [第73-74集]
- 精靈寶可夢 太陽&月亮（哈拉）
- 銀魂.（百夜叉）
- 信長的忍者（蜂須賀小六）
- 戀愛暴君（可拉利）
- 快盜天使BREAK（如月唯人）
- 老虎假面W（日语：タイガーマスクW）（黑虎假面）
- Fate/Apocrypha（達尼克·普瑞斯東·千界樹）
- 你考古嗎？（艾德華‧艾德霍斯）
- 多啦A夢(2005年版)（五郎）
- 戀愛與謊言（根島雄二）
- 異世界食堂（萊歐尼爾）
- 博人传-火影次世代- (宇智波 信)
- 100% Pascal-Sensei（日语：100%パスカル先生）（W王者Pascal）[第25-26集]
- 奇諾之旅 -the Beautiful World- the Animated Series（署長）[第8集]
- 如果有妹妹就好了。（熊貓）

2018年
- OVERLORD(第二季) (艾克雷亞·艾克雷爾·艾伊克雷亞)[14]
- POP TEAM EPIC (勇者 [自身本尊也入鏡]) [第二集．A段]
- 救難小英雄24: 逆襲的三惡人 (貝多芬) [第16集][15]
- 蒼天之拳 REGENESIS (2018) (葉)[16][17]
- 重神機潘多拉 (Mr. GOLD)[18]
- 打工哥哥!（日语：働くお兄さん!） 第二季 (カモ志田)[19][20]
- LORD of VERMILION 紅蓮之王 (絆‧多雷爾)[21]

2019年
- 索斯機械獸WILD (松露)
- 拳願阿修羅 (鎧塚 薩柏因)[22][23]
- 鬼滅之刃 (鎹鴉) [第21集]
- 鬼太郎（第6作） (陰摩羅鬼)

2020年
- 果然我的青春戀愛喜劇搞錯了。完（材木座義輝）
- Tomica Earth Granner 地球防衛隊 (猛獸先鋒獅王）[24][25][26]
- 交通工具人:移動樂園的跑車君（日语：のりものまん モービルランドのカークン） (消防車滂溥)[27]
- 闇影詩章 (《闇影詩章》全國大賽主持人) [28]
- 高校之神 (多雷克‧麥當勞)[29]
- 異常生物見聞錄 (數據終端)[30]
- 喷嚏大魔王 2020年版 (豆之木町兒童會會長) [第13集][31]
- 池袋西口公園 (吉岡警官)[32]
- 體操武士 (李教練) [第7集]

2021年
- BACK ARROW（豪展賀）[33]
- 咒術迴戰（壞相）
- 數碼寶貝大冒險：（音速獸）
- 龍族拼圖（バニラ鉄郎）
- 緋紅結繫（卡連·崔佛斯）[34][35]
- 異世界食堂2（萊歐尼爾）
- 境界觸發者（弓場拓麿[36]）

2022年
- 平家物語（平宗盛）
- 闇影詩章F（旁白、主持人）
- BUILD DIVIDE -#FFFFFF-（烏丸少將 文麿）
- 女性向遊戲世界對路人角色很不友好（古雷格·馮·席帕葛[37]）
- 寶可夢 旅途（哈拉）
- 射擊覺醒！激鬥瓶蓋人DX（金士師李奧）
- 新網球王子 U-17 世界盃（杜克渡邊、胡狼桑原）
- 小邪神飛踢X（甜瓜）
- POP TEAM EPIC（第2期）（POP子〈第2話B段〉）
- 菜鳥鍊金術師開店營業中（蓋貝爾克）
- BLEACH 千年血戰篇（斑目一角）
- 路人超能100 III（天草晴明）
- 數碼寶貝幽靈遊戲（烈焰蝴蝶獸）
- 聖劍傳說 Legend of Mana -The Teardrop Crystal-（薩拉曼達）

2023年
- 眾神眷顧的男人2（鐵昆[38]）
- 冰劍的魔術師將要統一世界（雷克斯·赫爾）
- 吸血鬼馬上死2（業）
- 大雪海的卡納（漢德基爾[39]）
- 逃走中 THE GREAT MISSION（神堂雷八）
- 魔法少女毀滅者（痛車司機[40]）
- 黃金神威（上地圭二[41]）
- 蠟筆小新（熱繰椎造[42]）

2024年
- 通靈王FLOWERS（フラ・ヤービス[43]）
- 青之驅魔師 島根啟明結社篇（外道院·米迦勒[44]）
- 老夫老妻重返青春（高橋一[45]）
- 金肉人 完美超人始祖篇（ダルメシマン[46]）
- 深夜Punch（配管全論破[47]）
- 我的英雄學院 第7期（獅子屠）

2025年
- S級怪獸《貝希摩斯》被誤認成小貓，成為精靈女孩的騎士（寵物）一起生活（安納德・霍斯涅格）
- 魔神創造傳（紅企鵝講師）

### OVA
1989年
- 怪俠佐羅利 (木乃伊，其他)

1991年
- 超人ロック新世界戦隊編 （オペレーター）

1993年
- 今日から俺は!!（中野誠）

1994年
- BOUNTY DOG 月表之夏娃（日语：BOUNTY DOG/月面のイブ）（ヨシユキ・オオトモ）
- 湘南純愛組!（鎌田純）

1995年
- 腐敗教師方程式（有澤 敦）
- 真・女神轉生 東京默示錄（小林章人）

1996年
- 機動戰士GUNDAM第08MS小隊（天田士郎）
- 超人学園ゴウカイザー（凱座勇人）
- 銀河英雄傳說（布魯諾·馮·克納普斯坦）
- 火焰之纹章~紋章の謎（凱恩）

1997年
- 鋼鐵神兵 NEO（高宮鐵兵）
- 紺碧艦隊 特別編 蒼莱開発物語（鶴田正敬）
- 電脳戦隊ヴギィ'ズ★エンジェル（ストライクマイヤー，豪快侍）

1998年
- 紺碧艦隊 （土屋桜花駕駛員、美國駕駛員B）

2000年
- 勇者王FINAL[[[Wikipedia:格式手册/链接#章節|錨點失效]]]（獅子王凱）

2001年
- 頭文字D Extra Stage（中里毅）

2002年
- 頭文字D Battle Stage（中里毅）

2005年
- 童話槍手小紅帽（銀狼巴爾）

2006年
- 今天的五年二班（田村先生）

2007年
- GUNDAM EVOLVE第14集（武者頑馱無/異步留武大將軍）

2008年
- 麵包超人とはじめよう! きせつのうた サンサンなつだよ（冰淇淋超人）
- 幪面超人電王(動畫版) （大野狼異魔神）
- 快盜天使雙胞胎（如月唯人）
- 機動戰士GUNDAM_MS_IGLOO 2 重力戰線（帕帕・西尼・路易）

2011年
- 學園默示錄 DRIFTERS OF THE DEAD（平野耕太）
- 魔神凱撒SKL（基巴）
- 名偵探柯南 MAGIC FILE2011 新瀉〜東京 伴手禮狂搔曲（京極真）

2015年
- SHIROBAKO 劇中劇動畫「第三飛行少女隊」（飛行員A）

2018年
- 幽遊白書25週年紀念藍光特典動畫: TWO SHOTS & 異次元砲制止篇 (飛影)

### 網路動畫
2006年
- 幕末機關說（土方歲三）

2020年
- 座敷童子榻榻米醬（日语：ざしきわらしのタタミちゃん） (帥哥B) [第6集]
- 射擊覺醒！激鬥瓶蓋人（武鬥喬吉）

2024年
- 洛庫羅大冒險（牛郎太[48]）
- 範馬刃牙 VS 拳願阿修羅（鎧塚薩柏因[49]）

2025年
- 忍者蝙蝠俠VS極道聯盟（韋馱天針亥〈閃電俠〉[50]）

### 劇場版動畫與其他形式動作電影
1993年
- 劇場版 幽遊白書（飛影）

1994年
- 餓狼傳說 -THE MOTION PICTURE-（東丈）
- 劇場版 幽遊白書~冥界死鬥篇~（飛影）

1995年
- 亞美的初戀（美魯克力烏斯）

1998年
- 機動戰士GUNDAM第08MS小隊 米拉的報告書（天田士郎）

2001年
- 頭文字D Third Stage -INITIAL D THE MOVIE-（中里毅）

2005年
- 劇場版 網球王子 跡部的禮物〜獻給你的網王祭〜（胡狼桑原）
- 機動戰士ZGUNDAM 星之繼承者（小林隼人）
- 機動戰士ZGUNDAMII 戀人們（小林隼人）
- 電影 光之美少女 Max Heart 2 雪空的朋友（費洛滋）

2006年
- 機動戰士ZGUNDAMIII 愛是星之鼓動（拉迪斯）
- 劇場版BLEACH MEMORIES OF NOBODY（斑目一角）
- 超劇場版 Keroro軍曹（556）

2008年
- 劇場版 天元突破 紅蓮螺巖: 紅蓮篇（維拉爾）

2009年
- 劇場版 天元突破 紅蓮螺巖: 螺巖篇（維拉爾）

2012年
- 生化危机：诅咒（亚历山大·“沙夏”·柯萨陈科）
- 創世紀傳說 世界的彼方（巴爾托魯 (岡野智彦使用角色)）

2014年
- 蠟筆小新：大對決！機器人爸爸的反擊（山田約翰）

2016年
- 航海王電影：GOLD（納魯西[51]）

2017年
- 春宵苦短，少女前進吧！（喬尼）
- 名偵探柯南：唐紅的戀歌（京極真）
- Code Geass 反叛的魯路修第一部：興道（玉城真一郎[52]）
- Thunderbolt Fantasy 生死一劍（殺無生）

2018年
- Code Geass 反叛的魯路修第二部：叛道（玉城真一郎[52]）
- Code Geass 反叛的魯路修第三部：皇道（玉城真一郎[53][54]）
- 我的朋友霸王龍（英语：My Tyrano: Together, Forever）[55][56][57]
- 妖怪手錶：永遠的朋友（阿素／素戔嗚尊[58]）

2019年
- 名偵探柯南：紺青之拳（京極真[59]）
- 普羅米亞（坎羅[60][61]）

2020年
- 劇場版 白箱（木下誠一[62]）

2021年
- 刀劍神域 Progressive 無星夜的詠嘆調（迪亞貝爾）

### 電玩遊戲
ペーパーマン

#### 長壽系列作品
※ 以下以初次擔任角色時所發行的年份編排
| 遊戲系列                                                 | 遊戲名稱 | 角色                                                   |
| -------------------------------------------------------- | --- | ------------------------------------------------------ |
| 格鬥天王系列 1994年~2010年                               | 格鬥天王 '94~XIII | 東丈                                                   |
| 格鬥天王系列 1994年~2010年                               | 格鬥天王 '99 以下持續 | 天童凱                                                 |
| 餓狼傳說系列 1995年~1999年 (持續中)                      | 餓狼傳說3 | 東丈                                                   |
| 餓狼傳說系列 1995年~1999年 (持續中)                      | REAL BOUT 餓狼伝説 | 東丈                                                   |
| 餓狼傳說系列 1995年~1999年 (持續中)                      | REAL BOUT 餓狼伝説SPECIAL | 東丈                                                   |
| 餓狼傳說系列 1995年~1999年 (持續中)                      | REAL BOUT 餓狼伝説SPECIAL DOMINATED MIND | 東丈                                                   |
| 餓狼傳說系列 1995年~1999年 (持續中)                      | 熱闘リアルバウト 餓狼伝説スペシャル | 東丈                                                   |
| 餓狼傳說系列 1995年~1999年 (持續中)                      | REAL BOUT 餓狼伝説2 THE NEWCOMERS | 東丈                                                   |
| 餓狼傳說系列 1995年~1999年 (持續中)                      | 餓狼伝説 FIRST CONTACT | 東丈                                                   |
| 餓狼傳說系列 1995年~1999年 (持續中)                      | 餓狼伝説 WILD AMBITION | 東丈                                                   |
| CAPCOM魔域幽靈系列 1994年~1997年                         | 魔域幽靈 The Night Warriors | 戴米特里·馬克西莫夫、派隆                              |
| CAPCOM魔域幽靈系列 1994年~1997年                         | 魔域幽靈: 獵人 Darkstalkers' Revenge | 戴米特里·馬克西莫夫、派隆、多諾萬·貝恩                 |
| CAPCOM魔域幽靈系列 1994年~1997年                         | 魔域幽靈: 救世主 The Lord of Vampire | 戴米特里·馬克西莫夫                                    |
| CAPCOM魔域幽靈系列 1994年~1997年                         | 魔域幽靈: 獵人2 The Lord of Vampire/ 救世主2 Darkstalkers' Revenge                                                                              | 戴米特里·馬克西莫夫、派隆                              |
| 亞克傳承系列 1995年~                                     | 亞克傳承 (1995, PS) | 托斯・瓦亞・蒙茲                                       |
| 亞克傳承系列 1995年~                                     | 亞克傳承II (1996, PS) | 托斯・瓦亞・蒙茲                                       |
| 亞克傳承系列 1995年~                                     | 亞克傳承III (1999, PS) | 托斯・瓦亞・蒙茲                                       |
| 快打旋風系列 1995年                                      | STREET FIGHTER: REAL BATTLE ON FILM ※ 由美國發行的1994年真人電影版改編的遊戲                                                                    | Ken、澤田隊長、維加、Dee Jay                           |
| Namco魂之系列 1995年(以街機發表開始計算)~2012年 (持續中) | 刀魂 | 齊格飛 (主役定格)                                      |
| Namco魂之系列 1995年(以街機發表開始計算)~2012年 (持續中) | 劍魂 | 齊格飛、夢魘、吉光                                     |
| Namco魂之系列 1995年(以街機發表開始計算)~2012年 (持續中) | 劍魂II | 夢魘、吉光、林克（GameCube版特別演出）                 |
| Namco魂之系列 1995年(以街機發表開始計算)~2012年 (持續中) | 劍魂III | 齊格飛、吉光                                           |
| Namco魂之系列 1995年(以街機發表開始計算)~2012年 (持續中) | 劍魂IV | 齊格飛                                                 |
| Namco魂之系列 1995年(以街機發表開始計算)~2012年 (持續中) | 劍魂 Broken Destiny | 齊格飛                                                 |
| Namco魂之系列 1995年(以街機發表開始計算)~2012年 (持續中) | 劍魂V | 齊格飛 (退出主役)                                      |
| Namco魂之系列 1995年(以街機發表開始計算)~2012年 (持續中) | 劍魂VI | 齊格飛、夢魘                                           |
| CAPCOM私立正義學園系列 1997年~2000年                     | 私立正義學園 LEGION OF HEROES (1997, AC, PS) | 一文字 伐 (主役)                                       |
| CAPCOM私立正義學園系列 1997年~2000年                     | 私立正義學園 熱血青春日記2 (1999, PS) | 一文字 伐                                              |
| CAPCOM私立正義學園系列 1997年~2000年                     | 燃燒吧！正義學園 (2000, AC, DC) | 一文字 伐                                              |
| 任天堂薩爾達傳說系列 1998年~2001年                       | 薩爾達傳說：時之笛 | 林克（青年）                                           |
| 任天堂薩爾達傳說系列 1998年~2001年                       | 薩爾達傳說：穆修拉的假面 | 鬼神林克                                               |
| 任天堂薩爾達傳說系列 1998年~2001年                       | 任天堂明星大亂鬥 | 林克                                                   |
| 任天堂薩爾達傳說系列 1998年~2001年                       | 任天堂明星大亂鬥DX | 林克                                                   |
| 凱恩的遺產系列 1999年~2003年                             | 凱恩的遺產：勾魂使者 | Raziel                                                 |
| 凱恩的遺產系列 1999年~2003年                             | 凱恩的遺產：勾魂使者2 | Raziel                                                 |
| 超級機器人大戰系列 1999年~ (會根據作品出場而持續收錄)    | 超級機器人大戰64 (1999年) | 天田士郎 (鋼彈08MS小隊初登場)                          |
| 超級機器人大戰系列 1999年~ (會根據作品出場而持續收錄)    | 超級機器人大戰IMPACT (2002) | 天田士郎 (鋼彈08MS小隊)                                |
| 超級機器人大戰系列 1999年~ (會根據作品出場而持續收錄)    | 第2次超級機器人大戰α (2003) | 獅子王凱 (勇者王初登場)                                |
| 超級機器人大戰系列 1999年~ (會根據作品出場而持續收錄)    | 超級機器人大戰GC (2004) | 天田士郎 (鋼彈08MS小隊)、尼安                          |
| 超級機器人大戰系列 1999年~ (會根據作品出場而持續收錄)    | 第3次超級機械人大戰α 終焉的銀河 (2005) | 獅子王凱 (勇者王FINAL初登場)、穆達·阿茲萊爾 (鋼彈SEED) |
| 超級機器人大戰系列 1999年~ (會根據作品出場而持續收錄)    | 超級機器人大戰Scramble Commander ※ 2007年超級機器人大戰OG外傳衍生作品                                                                           | 天田士郎 (鋼彈08MS小隊)                                |
| 超級機器人大戰系列 1999年~ (會根據作品出場而持續收錄)    | 超級機器人大戰Scramble Commander the 2nd ※ 2007年超級機器人大戰OG外傳衍生作品                                                                   | 光司鐵也 (神魂合體)、小林隼人 (機動戰士Z鋼彈)          |
| 超級機器人大戰系列 1999年~ (會根據作品出場而持續收錄)    | 超級機械人大戰Z (2008) | 地球聯邦軍兵(友情飾演)、ベガ兵 (友情飾演)              |
| 超級機器人大戰系列 1999年~ (會根據作品出場而持續收錄)    | 超級機械人大戰A PORTABLE (2008) ※ 2001年 超級機械人大戰A的重製版                                                                                | 天田士郎 (鋼彈08MS小隊)                                |
| 超級機器人大戰系列 1999年~ (會根據作品出場而持續收錄)    | 第2次超級機械人大戰Z 破界篇 / 再世篇 (2011-2012)                                                                                                | 威拉爾 (天元突破 紅蓮螺巖初登場)                       |
| 超級機器人大戰系列 1999年~ (會根據作品出場而持續收錄)    | 超級機器人大戰Operation Extend (2013-2015 PSP線上發行)                                                                                          | 天田士郎 (鋼彈08MS小隊)、威拉爾 (天元突破 紅蓮螺巖)    |
| 超級機器人大戰系列 1999年~ (會根據作品出場而持續收錄)    | 超級機器人大戰UX (2013) | 基巴 (魔神凱撒SKL初登場)                               |
| 超級機器人大戰系列 1999年~ (會根據作品出場而持續收錄)    | 第3次超級機械人大戰Z 時獄篇 (2014) | 威拉爾 (天元突破 紅蓮螺巖)                             |
| 超級機器人大戰系列 1999年~ (會根據作品出場而持續收錄)    | 超級機械人大戰V (2017/02/23) | 旋風寺舞人 (勇者特急隊初登場)                          |
| 超級機器人大戰系列 1999年~ (會根據作品出場而持續收錄)    | 超級機械人大戰X (2018/03/29) | 旋風寺舞人 (勇者特急隊)、威拉爾 (天元突破 紅蓮螺巖)    |
| 超級機器人大戰系列 1999年~ (會根據作品出場而持續收錄)    | 超級機械人大戰T (2019/03/20) | 旋風寺舞人 (勇者特急隊)、獅子王凱 (勇者王)             |
| 超級機器人大戰系列 1999年~ (會根據作品出場而持續收錄)    | 超級機器人大戰30 (2021/10/28) | 獅子王凱 (勇者王FINAL / 霸界王～GaoGaiGar對進化戰紀～) |
| 超級機器人大戰系列 1999年~ (會根據作品出場而持續收錄)    | 無限邊疆 超級機器人大戰OG SAGA (2008) | 哈肯·白朗寧 (主役)                                     |
| 超級機器人大戰系列 1999年~ (會根據作品出場而持續收錄)    | 無限邊疆EXCEED 超級機器人大戰OG SAGA (2010) | 哈肯·白朗寧 (主役)                                     |
| 超級機器人大戰系列 1999年~ (會根據作品出場而持續收錄)    | 超級機器人大戰OG SAGA 魔装機神III PRIDE OF JUSTICE (2013)                                                                                       | ピレイル・ボーラセン                                   |
| 超級機器人大戰系列 1999年~ (會根據作品出場而持續收錄)    | 超級機器人大戰OG The Moon Dwellers (2016/06/30)                                                                                                 | 哈肯·白朗寧                                            |
| 召喚夜響曲系列 2000年~2001年                             | 召喚夜響曲 | 基爾                                                   |
| 召喚夜響曲系列 2000年~2001年                             | 召喚夜響曲2 | 基爾、深崎籐矢                                         |
| CAPCOM VS. SNK跨行系列 2001年~2003年                     | Capcom vs. SNK: Millennium Fight 2000 | 東丈 (PRO版追加)                                       |
| CAPCOM VS. SNK跨行系列 2001年~2003年                     | CAPCOM VS. SNK 2: MILLIONAIRE FIGHTING 2001 | 東丈                                                   |
| CAPCOM VS. SNK跨行系列 2001年~2003年                     | SNK VS. CAPCOM SVC CHAOS (2003) | 戴米特里·馬克西莫夫、播報員                            |
| 異域傳說系列 2002年~2006年                               | 異域傳說一部曲：權力意志 | Wilhelm                                                |
| 異域傳說系列 2002年~2006年                               | 異域傳說 Freaks | Wilhelm                                                |
| 異域傳說系列 2002年~2006年                               | 異域傳說二部曲：善惡的彼岸 | Wilhelm                                                |
| 異域傳說系列 2002年~2006年                               | 異域傳說 I & II | Wilhelm                                                |
| 異域傳說系列 2002年~2006年                               | 異域傳說三部曲：查拉圖斯特拉如是說 | Wilhelm                                                |
| .hack系列 2002年~2003年，2006年~2007年，2012年           | .hack Vol.1 感染擴大 | 巴爾孟克                                               |
| .hack系列 2002年~2003年，2006年~2007年，2012年           | .hack Vol.2 惡性變異 | 巴爾孟克、紐克兔丸、馬洛                               |
| .hack系列 2002年~2003年，2006年~2007年，2012年           | .hack Vol.3 侵食污染 | 巴爾孟克、紐克兔丸、馬洛                               |
| .hack系列 2002年~2003年，2006年~2007年，2012年           | .hack Vol.4 絕對包圍 | 巴爾孟克、紐克兔丸、馬洛                               |
| .hack系列 2002年~2003年，2006年~2007年，2012年           | .hack//G.U. Vol.2 思君之聲 | 蒼天之巴爾孟克                                         |
| .hack系列 2002年~2003年，2006年~2007年，2012年           | .hack//G.U. Vol.3 以步行速度前進 | 蒼天之巴爾孟克                                         |
| .hack系列 2002年~2003年，2006年~2007年，2012年           | .hack//Versus | 巴爾托魯                                               |
| 問答魔法學院系列 2003年~ (持續中)                        | 問答魔法學院 1~8、賢者の扉1,2期、天之學舍、曉之鐘、東京魔導書、DS、DS 〜二つの時空石〜、問答魔法學院中文版、QUIZ MAGIC ACADEMY THE WORLD EVOLVE | 萊昂 (元祖，全勤)、格林萊昂（EVO）                     |
| 傳奇系列 2004年~2012年 (衍生作品持續中)                  | 重生傳奇 | 維格・朗柏格 (主役)                                    |
| 傳奇系列 2004年~2012年 (衍生作品持續中)                  | 世界傳奇 閃耀神話2 | 維格・朗柏格                                           |
| 傳奇系列 2004年~2012年 (衍生作品持續中)                  | 美德傳奇 | 黒衣護衛                                               |
| 傳奇系列 2004年~2012年 (衍生作品持續中)                  | 世界傳奇 閃耀神話3 | 維格・朗柏格                                           |
| 傳奇系列 2004年~2012年 (衍生作品持續中)                  | 英雄傳奇 閃耀雙星 | 維格・朗柏格                                           |
| 戰國無雙系列 2004年~2015年 (持續中)                      | 戰國無雙(1代) | 伊達政宗、本願寺顯如                                   |
| 戰國無雙系列 2004年~2015年 (持續中)                      | 戰國無雙 猛將傳 | 伊達政宗、本願寺顯如                                   |
| 戰國無雙系列 2004年~2015年 (持續中)                      | 戰國無雙2 | 伊達政宗、風魔小太郎                                   |
| 戰國無雙系列 2004年~2015年 (持續中)                      | 戰國無雙2 Empires | 伊達政宗、風魔小太郎                                   |
| 戰國無雙系列 2004年~2015年 (持續中)                      | 戰國無雙2 猛將傳 | 伊達政宗、風魔小太郎                                   |
| 戰國無雙系列 2004年~2015年 (持續中)                      | 戰國無雙KATANA | 伊達政宗、風魔小太郎                                   |
| 戰國無雙系列 2004年~2015年 (持續中)                      | 戰國無雙3 | 伊達政宗、風魔小太郎                                   |
| 戰國無雙系列 2004年~2015年 (持續中)                      | 戰國無雙3 猛將傳 | 伊達政宗、風魔小太郎                                   |
| 戰國無雙系列 2004年~2015年 (持續中)                      | 戰國無雙3 Z | 伊達政宗、風魔小太郎                                   |
| 戰國無雙系列 2004年~2015年 (持續中)                      | 戰國無雙 Chronicle | 伊達政宗、風魔小太郎                                   |
| 戰國無雙系列 2004年~2015年 (持續中)                      | 戰國無雙4 | 伊達政宗、風魔小太郎                                   |
| 魔界戰記系列 2006年~2011年                               | 魔界戰記2 | 阿克塔雷典                                             |
| 魔界戰記系列 2006年~2011年                               | 魔界戰記3 | 阿克塔雷典                                             |
| 魔界戰記系列 2006年~2011年                               | 魔界戰記4 | 阿克塔雷典、旁白                                       |
| 無雙OROCHI系列 2007年~ (持續中)                          | 無雙OROCHI | 伊達政宗、風魔小太郎                                   |
| 無雙OROCHI系列 2007年~ (持續中)                          | 無雙OROCHI 魔王再臨 | 伊達政宗、風魔小太郎                                   |
| 無雙OROCHI系列 2007年~ (持續中)                          | 無雙OROCHI Z | 伊達政宗、風魔小太郎                                   |
| 無雙OROCHI系列 2007年~ (持續中)                          | 無雙OROCHI 2 | 伊達政宗、風魔小太郎                                   |
| 無雙OROCHI系列 2007年~ (持續中)                          | 無雙OROCHI 3 (2018年預定發行) | 伊達政宗、風魔小太郎                                   |

#### 動漫衍生作品
※ 以下以初次擔任角色時所發行的年份編排
| 遊戲系列                                | 發行年份   | 遊戲名稱                                                        | 角色                 |
| --------------------------------------- | ---------- | --------------------------------------------------------------- | -------------------- |
| 幽遊白書系列 1993年~2007年 (不定期復出) | 1993/09/30 | 幽遊白書 闇勝負!!暗武術會 (PCE)                                 | 飛影                 |
| 幽遊白書系列 1993年~2007年 (不定期復出) | 1993/12/22 | 幽遊白書 (SFC)                                                  | 飛影                 |
| 幽遊白書系列 1993年~2007年 (不定期復出) | 1994/06/10 | 幽遊白書2 格闘の章 (SFC)                                        | 飛影                 |
| 幽遊白書系列 1993年~2007年 (不定期復出) | 1994/09/30 | 幽遊白書 魔強統一戰 (MD)                                        | 飛影                 |
| 幽遊白書系列 1993年~2007年 (不定期復出) | 1994/12/22 | 幽遊白書 特別篇 (SFC)                                           | 飛影                 |
| 幽遊白書系列 1993年~2007年 (不定期復出) | 1994/12/23 | 幽遊白書 (3DO)                                                  | 飛影                 |
| 幽遊白書系列 1993年~2007年 (不定期復出) | 1995/03/24 | 幽遊白書FINAL 魔界最強列傳 (SFC)                                | 飛影                 |
| 幽遊白書系列 1993年~2007年 (不定期復出) | 2005/05/19 | 幽遊白書FOREVER (PS2)                                           | 飛影                 |
| 幽遊白書系列 1993年~2007年 (不定期復出) | 2006/09/21 | THE BATTLE OF 幽遊白書 〜死鬥!暗黑武術會〜 (AC)                 | 飛影                 |
| 幽遊白書系列 1993年~2007年 (不定期復出) | 2007/01/11 | THE BATTLE OF 幽遊白書 〜死鬥!暗黑武術會〜 120%FULL POWER (PS2) | 飛影                 |
| 勇者系列 1998年~2005年                  | 1998/12/17 | 新世代機器人戰記 BRAVE SAGA (PS)                                | 旋風寺舞人           |
| 勇者系列 1998年~2005年                  | 1999/04/08 | 勇者王 BLOCKADED NUMBERS (PS)                                   | 獅子王凱             |
| 勇者系列 1998年~2005年                  | 2000/05/02 | BRAVE SAGA2 (PS)                                                | 旋風寺舞人、獅子王凱 |
| 勇者系列 1998年~2005年                  | 2001/01/26 | BRAVE SAGA 新章: Astaria (GBC)                                  | 旋風寺舞人、獅子王凱 |
| 勇者系列 1998年~2005年                  | 2005/02/17 | 新世紀勇者大戰 (PS2)                                            | 旋風寺舞人、獅子王凱 |
| 勇者系列 1998年~2005年                  | 2005/12/08 | 繪畫拼圖對決:勇者王 (NDS)                                       | 獅子王凱             |
| 封神演義系列 2000年~2001年              | 2000/06/29 | 仙界大戰 (PS)                                                   | 玉鼎真人             |
| 封神演義系列 2000年~2001年              | 2001/03/29 | 仙界通錄正史 (PS)                                               | 玉鼎真人             |
| 金肉人II世系列 2002年~2006年            | 2002/11/22 | 金肉人Ⅱ世－新世紀超人VS傳說超人 (NGC)                           | 冷骨戰士             |
| 金肉人II世系列 2002年~2006年            | 2002/12/06 | 金肉人Ⅱ世－正義超人之路 (GBA)                                   | 冷骨戰士             |
| 金肉人II世系列 2002年~2006年            | 2004/04/22 | 金肉人 Generations (PS2)                                        | 冷骨戰士             |
| 金肉人II世系列 2002年~2006年            | 2006/02/23 | 金肉人 Muscle Generations (PSP)                                 | 冷骨戰士             |
| 頭文字D系列 2003年~2009年               | 2003/06/26 | 頭文字D Special Stage (PS2)                                     | 中里毅               |
| 頭文字D系列 2003年~2009年               | 2006/02/23 | 頭文字D STREET STAGE (PSP)                                      | 中里毅               |
| 頭文字D系列 2003年~2009年               | 2007/02/21 | 頭文字D ARCADE STAGE 4 (AC)                                     | 中里毅               |
| 頭文字D系列 2003年~2009年               | 2008/07/03 | 頭文字D EXTREME STAGE (PS3)                                     | 中里毅               |
| 頭文字D系列 2003年~2009年               | 2009/02/25 | 頭文字D ARCADE STAGE 5 (AC)                                     | 中里毅               |
| 網球王子系列 2004年~2009年              | 2004/12/09 | 網球王子RUSH & DREAM! (PS2)                                     | 胡狼桑原             |
| 網球王子系列 2004年~2009年              | 2004/12/30 | 網球王子2005 CRYSTAL DRIVE (NDS)                                | 胡狼桑原             |
| 網球王子系列 2004年~2009年              | 2005/12/22 | 網球王子:学園祭の王子様 (PS2)                                   | 胡狼桑原             |
| 網球王子系列 2004年~2009年              | 2006/12/21 | 網球王子ドキドキサバイバル 山麓のMystic (PS2)                   | 胡狼桑原             |
| 網球王子系列 2004年~2009年              | 2007/01/25 | 網球王子ドキドキサバイバル 海辺のSecret (PS2)                   | 胡狼桑原             |
| 網球王子系列 2004年~2009年              | 2009/03/05 | 網球王子ダブルスの王子様 GIRLS, BE GRACIOUS! (NDS)              | 胡狼桑原             |
| 夢幻遊戲系列 2005年~2009年              | 2005/06/23 | 夢幻遊戲 玄武開傳 外傳 鏡之巫女 (PS2, PSP)                      | 斗宿                 |
| 夢幻遊戲系列 2005年~2009年              | 2008/05/29 | 夢幻遊戲 朱雀異聞 (PS2)                                         | 斗宿                 |
| 夢幻遊戲系列 2005年~2009年              | 2009/06/25 | 不思議遊戲DS (NDS) ※ 鏡之巫女與朱雀異聞合併移植的版本           | 斗宿                 |

#### 其他遊戲作品一覽
※ 按發行年份編排
1993年
- VainDream II（ウォーリック）

1996年
- 星海遊俠 (悠舒亞・傑藍德[初代]、東恩・瑪爾托[初代])
- ファイアーウーマン纏組（藤川わたる）
- 魔法氣泡CD通（ミノタウロス）
- ラストブロンクス（富家大）
- マジカルドロップ2（チャリオット）
- ラングリッサーIII （ボルツ、ディオス）
- 洛克人8 金屬英雄們（佛魯迪）

1997年
- アルバレアの乙女（レン）
- 幻世虚構 精霊機導弾（ベルカイン）
- YU-NO 在這世界盡頭詠唱愛的少女（有馬たくや）
- 洛克人: 戰鬥和追逐（佛魯迪、クイックマン、ライトット）

1998年
- アナザー・メモリーズ（デュラン・アープシード）
- 炎之料理人Cooking Fighter好（好龍炎）
- 雪割りの花（主人公）

1999年
- Armored Core - Master of Arena（ハスラー・ワン）
- サーカディア（片山弘樹）
- 西遊記 (PS遊戲)（沙悟浄）
- 武力 ～BURIKI ONE～ （天童凱）
- リトルプリンセス マール王国の人形姫2（ランディ）

2000年
- AZITO 3（アイアングリーンE）
- 數碼暴龍大冒險02（黑戰鬥暴龍獸）
- NEUES（リチャード・クエイド）
- ブリガンダイン〜グランドエディション〜（ソレイユ、パロミデス、シュスト、ヴァルター）

2002年
- 銀河天使（ギネス・スタウト）
- 心跳回憶 Girl's Side（鈴鹿和馬）
- From TV animation ONE PIECE グランドバトル!2（Mr.3）
- ラ・ピュセル 光の聖女伝説（オマール）

2004年
- SDガンダム GGENERATION SEED（天田士郎、穆達·阿茲萊爾）
- CAPCOM FIGHTING Jam（戴米特里·馬克西莫夫、派隆）
- 機神咆吼デモンベイン （サンダルフォン・リューガ）
- 神魂合體（光司鐵也）
- ゾイドインフィニティ（チャクト）
- 轉生學園幻蒼錄（九條綾人）
- 青檸色之戰奇譚☆純（伊達將之輔）

2005年
- GAME S.S.D.S.〜刹那の英雄〜（君島究）
- Keroro軍曹 大混戰Z（ケロロ軍曹 メロメロバトルロイヤルZ）（556）
- ツキヨニサラバ（ドラゴン）
- NAMCO x CAPCOM（戴米特里·馬克西莫夫、ジャンガ）
- 花町物語（二階堂将人）
- 水之旋律（片瀬哲生）
- 雪割りの花（主人公）※PSP移植版
- ONE PIECE グラバト! RUSH（Mr.3）

2006年
- 乙女的戀革命★Love Report!!（橘 剣之助）
- 閃電霹靂車 Road to the Infinity 3（安德列·迪比亞諾）
- 高機動交響曲GPO 青之章～將信送到光之海～（大塚浩二）
- 夢幻騎士V Generations（凱亞力克）
- 天下人（徳川家康）
- 轉生學園月光錄（九條綾人）
- バテン・カイトスII 始まりの翼と神々の嗣子（ティスタ）
- 水之旋律2 〜緋之記憶〜（片瀬哲生）
- Last Escort（千尋）

2007年
- SD鋼彈 GGENERATION SPIRITS（天田士郎、小林隼人）
- 鋼彈無双（小林隼人）
- ワンダーキング（男シーフ）

2008年
- 紫の焔（相楽清名）
- ピヨたん〜ハウスキーパーはCuteな探偵〜（里村浩一）
- 放課後は白銀の調べ（御代天也）
- 花色小蛋糕 (遊戲)（日语：プティフール）（松尾勇）
- Last Escort 2（黑須雅也=千尋）

2010年
- 維新恋華 龍馬外伝（中岡慎太郎）
- プロジェクトケルベルス（真島颱斗）
- 裏切りは僕の名前を知っている -黄昏に堕ちた祈り-（フライナハト）
- エンド オブ エタニティ（ペーター）
- 乙女的戀革命★Love Report!! Portable（橘 剣之助）
- ONE PIECE ギガントバトル!（Mr.3）

2012年
- オール仮面ライダー ライダージェネレーション2（旁白）
- 假面騎士大亂鬥 GANBARIDE （實況播報員〈03 - 06、シャバドゥビ2弾〉、ウルフイマジン〈SP卡〉、タチバナ〈SP卡〉）
- 機動戦士ガンダム エクストリームバーサス フルブースト（天田士郎）
- 機動戦士ガンダムSEED BATTLE DESTINY（穆達·阿茲萊爾）
- 聖鬥士星矢Ω Ultimate Cosmos（天秤座玄武）
- 十鬼の絆 〜関ヶ原奇譚〜（島津豊久）
- 勇氣默示錄 FLYING FAIRY（ジャッカル)
- PROJECT X ZONE（戴米特里·馬克西莫夫、哈肯·白朗寧、一文字 伐、Stehoney）
- 魔物獵人Frontier Online（VOICE TYPE29）
- ONE PIECE 海賊無双（Mr.3）
- ONE PIECE ワンピーベリーマッチIC（Mr.3）

2013年
- 乙女的戀革命★Love Report!! 100kgからはじまる→恋物語（橘 剣之助）
- 下天之華（百地尚光）
- 最终幻想XIV：重生之境, 琵琵恩‧塔爾玭將軍
- スロッターマニアV 学園黙示録 HIGHSCHOOL OF THE DEAD
- 十鬼の絆 花結綴り（島津豊久）
- BRAVERY SECOND: End Layer（ジャッカル）
- やはりゲームでも俺の青春ラブコメはまちがっている。（材木座義輝)
- ONE PIECE 海賊無双2（Mr.3）
- グラナド・エスパダ (風雷のグラシエルロ)

2014年
- Granblue Fantasy 碧藍幻想 （シス 希斯）
- J-Stars Victory VS（飛影）
- 黒雪姫〜Snow Black〜（シャマード＝リッチ）
- 黒雪姫〜Snow Magic〜（シャマード＝リッチ）
- MOBILE SUIT GUNDAM EXTREME VS. MAXI BOOST（天田士郎）
- ONE PIECE KINGS（Mr.3）
- 下天之華 夢灯り（百地尚光
- Z/X IGNITION 五世界の輪舞（亞力山大）

2015年
- チェインクロニクル（ヴァルガス)
- 艶が〜る プレミアム（高杉晋作)
- 七龍珠 Xenoverse (未來戰士<玩家>: 男聲選項5)
- NET HIGH（KING）
- 勇氣默示錄2（ジャッカル)
- PROJECT X ZONE 2:BRAVE NEW WORLD（戴米特里·馬克西莫夫、派隆、Stehoney）
- LORD of VERMILION ARENA（アルカイザー)

2016年
- UPPERS（櫻井 滿）[70]
- カードファイト!! ヴァンガードG ストライド トゥ ビクトリー!!（橘アツシ)
- やはりゲームでも俺の青春ラブコメはまちがっている。続（材木座義輝)

2017年
- 超級瑪利歐 奧德賽 (布妮達茲Topper)

2018年
- 銀魂亂舞 (百夜叉) [71]
- 真紅之焰 (鎮西八郎)[72]
- 遊戲天國 CrusinMix (番刀 炎〈追加角色〉) [73]

2019年
- KILL la KILL the GAME-異布- (猿投山 渦)[74][75][76]
- 任天堂明星大亂鬥 特別版 (勇者鬥惡龍III 勇者亞爾斯〈追加角色〉) [77][78]
- 星海遊俠1 初次啟航R (悠舒亞・傑藍德[初代重製(FDR)版]、東恩・瑪爾托[初代重製(FDR)版])[79]
- JUMP FORCE（飛影〈追加角色〉）

2020年
- 仁王2 (前田利家)

2021年
- 緋紅結繫 (卡連‧崔佛斯)[80]

#### 手機或彈珠機遊戲
| 營運時間                                               | 遊戲名                                          | 角色                                                                             | 作業系統                 |
| ------------------------------------------------------ | ----------------------------------------------- | -------------------------------------------------------------------------------- | ------------------------ |
| 2004                                                   | 《ぼくとわたしの恋愛事情》                      | シグルド                                                                         | 手機遊戲                 |
| 2006                                                   | 《快盜天使雙胞胎》系列                          | 如月雅人                                                                         | 彈珠機和手機遊戲版角子機 |
| 2010-2013                                              | 《CR戰國武將烈傳 ~伊達政宗~》                   | 伊達政宗                                                                         | 彈珠機                   |
| 2013-                                                  | 《CR B't X 》                                   | 高宮鐵兵                                                                         | 彈珠機                   |
| 2014-                                                  | 《碧藍幻想》                                    | SSR十天眾: 希斯                                                                  | iOS / Android            |
| 2014-2015/12                                           | 《3594e -三國志英歌-》                          | EX/SR張飛、EX/SR夏侯惇、SSR/SR孫策                                               | iOS / Android            |
| 2016/01- 2016/11/30                                    | 《Fortisia SEGA x LINE》                        | R耶比內、SR鐵拉特、R丁卡姆、SR哈新特、R納利斯                                    | iOS / Android            |
| 2016春-                                                | 《Tales of Asteria》                            | 維格・朗柏格                                                                     | iOS / Android            |
| 2016/06- 2016/12/20                                    | 《NEW WORLD Vol.1 銀淚之乙女》                  | SR/R+/R巴爾孟克                                                                  | iOS / Android            |
| 2016/06- 2021/04/27                                    | 《Valkyrie Anatomia: The Origin》               | 巴魯格                                                                           | iOS / Android            |
| 2016/06- 2018/08/31                                    | 《Shinobi Nightmare》                           | 魔將信長，光霸王信長                                                             | iOS / Android            |
| 2016/06/15-                                            | 《LINE: 鋼彈大亂鬥》                            | 天田士郎                                                                         | iOS / Android            |
| 2016/06/17-                                            | 《闇影詩章》                                    | 狂狼戰士·阿拉加維 (吸血鬼/傳說)、 履冰龍戰士 (龍族/白銀)、暴風元素使 (巫師/青銅) | iOS / Android            |
| 2016/09-                                               | 《BLEACH: Brave Souls》                         | 斑目一角                                                                         | iOS / Android            |
| 2016/10- 2017/08/31                                    | 《World Chain》                                 | 宮本 武 、SSR關羽、SSR孫策、SSR尼禄                                              | iOS / Android            |
| 2016/11/17-                                            | 《怪物彈珠》                                    | 飛影（《幽遊白書》聯名活動）                                                     | iOS / Android            |
| 2017/01/15-                                            | 《超級機器人大戰X-Ω》                           | 獅子王凱 (《勇者王FINAL》活動)                                                   | iOS / Android            |
| 2017/02/28-                                            | 《Tales of the Rays》                           | 維格・朗柏格                                                                     | iOS / Android            |
| 2017/04/12-                                            | 《Flame x Blaze》                               | 阿拉嘎米                                                                         | iOS / Android            |
| 2017/04/26- 2018/01/31                                 | 《War of Crown》 (日版譯作《Destiny of Crown》) | 史派羅                                                                           | iOS / Android            |
| 2017/04/27-                                            | 《Star Ocean: Anamnesis》                       | 彼得 (《永恆的盡頭》聯名活動)                                                    | iOS / Android            |
| 2017/06/15-                                            | 《超級機器人大戰X-Ω》                           | 豪和憂四郎 (「鬼哭」進擊活動中《餓沙羅鬼》作品初登場)                            | iOS / Android            |
| 2017/06/23-                                            | 《Crash Fever》                                 | 東丈 (《拳皇'98》聯名活動)                                                       | iOS / Android            |
| 2017/08/23-                                            | 《天堂II: Revolution》                          | 西奥多 (NPC)                                                                     | iOS / Android            |
| 2017/09/19-                                            | 《白貓Project》                                 | 殺無生 (《東離劍遊紀》聯名活動,台灣版限定)                                       | iOS / Android            |
| 2017/09/30-                                            | 《白貓Project》                                 | 卡爾洛斯・耶爾格蘭德                                                             | iOS / Android            |
| 2017/11/28-                                            | 《新網球王子: Rising Beat》                     | 胡狼桑原                                                                         | iOS / Android            |
| 2017/12/07-                                            | 《红石2：卓越冒险》(日版)                       | 自由職業角色 (玩家角色)                                                          | iOS / Android            |
| 2018/01/01-                                            | 《超級機器人大戰X-Ω》                           | 佛魯迪 (《洛克人》活動)                                                          | iOS / Android            |
| 2018/01/18-                                            | 《白貓網球》                                    | 卡爾洛斯・耶爾格蘭德                                                             | iOS / Android            |
| 2018/02/09- 2019/05/30                                 | 《問答魔法學院：Lost Fantarium》                | 萊昂                                                                             | iOS / Android            |
| 2018/02/28-                                            | 《即時戰線: 機動戰士鋼彈》                      | 天田士郎                                                                         | iOS / Android            |
| 2018/03/27-                                            | 《商隊物語 (Caravan Stories)》                  | 佐涅利                                                                           | iOS / Android            |
| 2018/04-                                               | 《名偵探柯南：盤上的連鎖》                      | 京極真                                                                           | iOS / Android            |
| 2018/08/17-                                            | 《逆轉奧賽羅尼亞》                              | 飛影 （《幽遊白書》聯名活動）                                                    | iOS / Android            |
| 2018/08/28-                                            | 《幽遊白書：100%認真戰鬥》                      | 飛影                                                                             | iOS / Android            |
| 2018/09/04-                                            | 《火焰之纹章 英雄》                             | 凡爾登的王子—嘉姆卡                                                              | iOS / Android            |
| 2018/10/31- 2021/01/25                                 | 《一血卍傑—ONLINE—》                            | 北齋                                                                             | iOS / Android            |
| 2018/12/28-                                            | 《妖怪手錶噗尼噗尼》                            | 軍神素戔嗚尊                                                                     | iOS / Android            |
| 2019/02/14-                                            | 《勇者鬥惡龍: 強敵對決》                        | ザンクローネ                                                                     | iOS / Android            |
| 2019/02/14-                                            | 《東京放學後召喚師》                            | 比蒙                                                                             | iOS / Android            |
| 2019/03/25-                                            | 《非人類學園》                                  | 蝦仙                                                                             | iOS / Android            |
| 2019/04/10-2020/10/30                                  | 《名偵探柯南大奔跑：真實的先導者》              | 京極真                                                                           | iOS / Android            |
| 2019/05/01-                                            | 《妖怪手錶噗尼噗尼》                            | 京極真（《週刊少年Sunday》聯名活動）                                             | iOS / Android            |
| 2019/06/04-                                            | 《怪物彈珠》                                    | 維拉爾 & 坎羅（《PROMARE》x《天元突破 紅蓮螺巖》x《KILL la KILL》聯名活動）      | iOS / Android            |
| 2019/06/14-                                            | 《白貓網球》                                    | 飛影 （《幽遊白書》聯名活動）                                                    | iOS / Android            |
| 2019/07/01-                                            | 《超級機器人大戰X-Ω》                           | 旋風寺舞人 (《勇者特急隊》x《新幹線戰士》特別活動)                               | iOS / Android            |
| 2019/07/16-2023/11/30                                  | 《英雄樂園 (Hero's Park)》                      | 白濱清和                                                                         | iOS / Android            |
| 2019/07/24-2020/04/27(日版停運） 2020/06/30(中版停運） | 《永遠的7日之都》                               | [黑貓] 夜                                                                        | iOS / Android            |
| 2019/08/21-                                            | 《超級機器人大戰DD》                            | 獅子王凱                                                                         | iOS / Android            |
| 2020/03/01-                                            | 《Valkyrie Connect》                            | 謀略的叛逆者—瓦爾托斯                                                            | iOS / Android            |
| 2020/04/30-                                            | 《Grand Summoners》                             | 飛影 （《幽遊白書》聯名活動）                                                    | iOS / Android            |
| 2020/05/29-(Android) 2020/06/26- (iOS)                 | 《Last Origin》 (日版）                         | CT66 Rampart                                                                     | iOS / Android            |
| 2020/07/01-                                            | 《夢幻模擬戰 Mobile》                           | 飛影 （《幽遊白書》聯名活動）                                                    | iOS / Android            |
| 2020/07/16-                                            | 《Tales of Crestoria》                          | 維格・朗柏格                                                                     | iOS / Android            |
| 2021/05/19-                                            | 《幽遊白書: GENKAI戰鬥魂》                      | 飛影                                                                             | iOS / Android            |

### 特攝配音
| 特攝系列       | 發表年份 | 名稱                               | 角色                                                                   |
| -------------- | -------- | ---------------------------------- | ---------------------------------------------------------------------- |
| 超級戰隊系列   | 1993年   | 五星戰隊大連者                     | ゴーマ3バカ・神風大将の声、ガマグチ法師の声、コットポトロ（第2集）の声 |
| 超級戰隊系列   | 1994年   | 忍者戰隊隱連者                     | 大魔王の息子ガシャドクロの声、イッタンモメンの声                       |
| 超級戰隊系列   | 1995年   | 超力戰隊王連者                     | ボンバー・ザ・グレートの声                                             |
| 超級戰隊系列   | 1998年   | 星獸戰隊銀河人                     | 銃頭サンバッシュの声                                                   |
| 超級戰隊系列   | 2004年   | 特搜戰隊刑事連者                   | カジメリ星人ベン・Gの声                                                |
| 超級戰隊系列   | 2005年   | 魔法戰隊魔法連者 THE MOVIE         | 冥獣人バーサーカー・グルーム・ド・ブライドンの声                       |
| 超級戰隊系列   | 2011年   | 海賊戰隊豪快者                     | 弟・ヤンガー (第8集)                                                   |
| 超級戰隊系列   | 2018年   | 快盜戰隊魯邦連者VS警察戰隊巡邏連者 | 曼塔・巴亞希 (第16集)                                                  |
| 幪面超人系列   | 2007年   | 幪面超人電王                       | 大野狼異魔神                                                           |
| 幪面超人系列   | 2010年   | 幪面超人OOO                        | クワガタヤミー (第17-18集)                                             |
| 幪面超人系列   | 2011年   | 幪面超人Fourze                     | 旁白、タチバナの声                                                     |
| 幪面超人系列   | 2023年   | 幪面超人GOTCHARD                   | スチームライナーの声                                                   |
| 超人力霸王系列 | 2017年   | 超人力霸王捷德                     | 超人力霸王尊王, 變身器: Geed Riser / Ultra膠囊掃描系統                 |

### 外國片配音
| 年份      | 片名                                                         | 人物                         |
| --------- | ------------------------------------------------------------ | ---------------------------- |
| 1992      | 《辣手神探》 (Video版)                                       | Johnny的手下                 |
| 1992      | 《Twin Peaks: Fire Walk With Me》                            | Bobby Briggs (Dana Ashbrook) |
| 1997      | 《成长的烦恼》                                               | Eddie                        |
| 1998      | 《百變金剛 (影集)》                                          | 魔蟹                         |
| 2000      | 《》                                                         | 韓泰錫（元斌)                |
| 2000      | 《魔幻屠龙2》                                                | 文素 (马特·希基)             |
| 2004      | 《全職殺手》                                                 | 托爾（劉德華)                |
| 2009      | 《蝙蝠俠智勇悍將》                                           | 閃電俠 (貝瑞·艾倫)           |
| 2010      | 《變形金剛進化版》                                           | 長臂至尊 / 震蕩波            |
| 2016年7月 | 霹靂布袋戲 《Thunderbolt Fantasy 東離劍遊紀》 ※ 台日特別合作 | 殺無生                       |

### 宣傳或吉祥物作品
| 宣傳時期              | 代表公司 / 作品名稱 | 宣傳目的                                     | 宣傳手法 | 人物/吉祥物        |
| --------------------- | ------------------- | -------------------------------------------- | --- | ------------------ |
| 2017/03/14-2017/05/31 | 日本放送協會        | 招攬新一代年輕閱聽者，介紹並鼓勵支持收费頻道 | 仿戀愛遊戲式官網互動，並透過社交網用戶間宣傳。                                                                                                 | 法堂 誠            |
| 2018/08-              | 《758計劃》         | 名古屋觀光宣傳                               | 將地區著名觀光景點與食衣住行娛樂場所擬人化創出動漫吉祥人物並雇用當下人氣聲優來延伸故事與世界觀的演繹，促使年輕化、當地人自豪感、與觀光吸引力。 | 城學長（名古屋城） |

### 無線電 & 自媒體節目

#### 當前節目
| 播放時期    | 節目                                                            | 任職                          | 格式         | 電台或撥放平台 | 播放/更新時間 | 贊助商或衍生作品 |
| ----------- | --------------------------------------------------------------- | ----------------------------- | ------------ | -------------- | ------------- | ---------------- |
| 2020/06/25- | 檜山修之巴士旅遊10週年紀念: 與檜山修之和山本健司一同坐下聊開懷! | 與山本健司一同主持            | 影片分享網站 | YouTube        | 不固定        | 自營運           |
| 2020/08/13- | 動畫: 新網球王子 官方頻道                                       | 來賓 (根據立海大隊出場而定。) | 影片分享網站 | YouTube        | 約每月更新    | 新網球王子       |

#### 歷年節目
| 播放時期                                | 節目                                                            | 任職                       | 節目形式          | 電台                    | 播放/更新時間             | 贊助商或衍生作品 |
| --------------------------------------- | --------------------------------------------------------------- | -------------------------- | ----------------- | ----------------------- | ------------------------- | ---------------- |
| 2004/06/23-2020/09/23（最後一集播放日） | 檜山修之的Animage熱澡                                           | 主持DJ                     | 新聞雜誌 / 脫口秀 | 音泉, BEWE              | 每月第4個週三 (50~60分鐘) | 德間書店         |
| 2017/01/07-2020/12/26 (最後一集播放日） | 超速電波: Valkyrie->Turn                                        | 與山本希望和佳村遙一同主持 | 廣播劇 / 脫口秀   | JOQR: Super A&G+, AG-ON | 每週六下午5:30 (30分鐘)   | 江戶川船賽協會   |
| 2018/07/26-2020                         | 檜山修之巴士旅遊10週年紀念: 與檜山修之和山本健司一同坐下聊開懷! | 與山本健司一同主持         | 脫口秀            | 音泉                    | 每隔週四更新              | 音泉             |

- ヒヤマ・クラタの声優パソ☆コン（BSQR489）
- 魔法少女ファンシーCoCo（ラジオ日本、KBS京都：1996年）
- 宇宙海賊 宝舟組!（ラジオ日本、KBS京都：1996年）
- 森川智之&檜山修之のきくのはタダだぞ!（ラジオ日本、KBS京都、AM神戸：1996年4月23日 - 1997年1月3日）
- VOICE CREW（1998年10月4日~1999年3月28日、與森川智之一同擔任第4任節目主持DJ）
- 東京REMIX族（J-WAVE：2005年4月 - 2013年6月29日、單元旁白）
- 傳奇系列テイルズリング リバース（アニメイトTV：2005年11月24日 - 2006年9月1日、主持DJ）
- BLEACH “B” STATION（ラジオ大阪、文化放送：2006年1月份當值副主持DJ）
- 網球王子 On The Radio（文化放送：2006年5月、2011年7月、月份當值主持DJ）
- 彩雲國物語〜雙劍之舞〜（安利美特TV：2006年9月28日 - 2009年1月8日、第6、22、33、34、42、58回擔任來賓）
- Ai Death Gun DEATH GUN Radio（Lantis網路廣播節目、ラジオ大阪：2006年10月12日 - 2008年12月25日、與森川智之一同主持DJ）
- 週刊!アニたま金曜日（ラジオ関西：2007年1月5日〈第66回〉、2008年2月22日〈第124回〉、3月7日〈第126回〉擔任來賓）
- ノン子とのび太のアニメスクランブル（文化放送：2007年7月13日〈第848回〉、2008年2月22日〈第880回〉擔任來賓）
- 檜山・遠近・阪口の俺たちの城〜夏の陣〜（文化放送：2007年7月28日特別節目）
- 音泉突破 紅蓮螺巖RADIO（音泉、BEWE：2007年、第22、23回擔任來賓）
- ラーメン天使プリティメンマ 綾と修之のらぶらぶ♥エキス（メディアファクトリー）
- げんちょけん おたくならぢを（安利美特TV、Showgate RADIO、メディファクラジオ：2007年10月9日 - 2008年2月5日、與水橋香織同擔任主持DJ）
- 潮風放送局〜みなとらじお!（公式ホームページ：2007年12月7日〈第10回〉擔任來賓）
- 森川智之のレディオベル（エンタメシンクタンク：2008年3月10日〈第4回〉擔任來賓）
- Radio QMA!!問答魔法學院（KONAMI STATION：2008年11月14日〈第12回〉擔任來賓）
- ラジオ!ロザリオとバンパイアCAPU2（音泉：2008年12月18日〈第5回〉擔任來賓）
- Webラジオ マリア様がみてる（2期）（安利美特TV：2009年〈第6回〉擔任來賓）

### 旁白和語音導覽作品
- NHK高校講座（日语：NHK高校講座）系列 (2012-2014年度編製《世界史》科目旁白，2015年度編製《數學I》科目旁白)
- GUNDAM INFO 鋼彈MS動畫圖鑑系列（旁白）
- 超級機器人大戰W（廣告旁白）
- 東京Joypolis遊樂設施: Wild Jungle Brothers（語音導覽）
- 東京巨蛋城以及東京巨蛋内部廣告: バーチャルスポーツプラザ打撃王（語音導覽）
- 建設重機喧嘩バトル ぶちギレ金剛!!（廣告旁白）

### 舞台演出
| 年份                   | 活動                                                                                              | 擔任角色              |
| ---------------------- | ------------------------------------------------------------------------------------------------- | --------------------- |
| 1993~1995年            | 《幽遊白書》全國巡迴演唱見面會 ※ 在藍光特典中與佐佐木望、千葉繁、以及緒方惠美回憶當年盛況。       | 自己 / 飛影           |
| 1994/08/24-28          | Chabokko俱樂部之舞台劇: 《仲夏夜之夢》                                                            | 狄米特律斯            |
| 1995/11月-(不定期演出) | 森川智之與檜山修之的《為了你們這些人!》 脫口秀兼小劇場系列                                        | 自己                  |
| 2004                   | fasti & LUSTER 個人巡迴演唱會 ※ 與齋賀光希的演唱會合夥舉辦                                        | 自己                  |
| 2005                   | BLEACH SOUL SONIC 2005 "夏"                                                                       | 自己 / 斑目一角       |
| 2006                   | BLEACH SOUL SONIC 2006                                                                            | 自己 / 斑目一角       |
| 2008                   | Tales of Festival 2008                                                                            | 自己 / 維格・朗柏格   |
| 2009                   | 鋼彈30週年特展GUNDAM BIG EXPO見面訪談會                                                           | 自己 / 天田士郎       |
| 2009                   | TeniPuriFes 2009                                                                                  | 自己 / 胡狼桑原       |
| 2010                   | Tales of Festival 2010                                                                            | 自己 / 維格・朗柏格   |
| 2011                   | TeniPuriFes 2011 in 武道館                                                                        | 自己 / 胡狼桑原       |
| 2013                   | TeniPuriFes 2013                                                                                  | 自己 / 胡狼桑原       |
| 2016/06                | 超級機器人大戰 鋼の超感謝祭2016 ～25周年の感謝をこめて～ ※ 活動包含超級機器人大戰25週年作品發表會 | 自己                  |
| 2016/07                | Neo Romance ~Brand New Summer~                                                                    | 自己 / 百地尚光       |
| 2016/09/11             | Thunderbolt Fantasy 東離劍遊紀粉絲感謝祭@台北                                                     | 自己 / 殺無生         |
| 2016/11/06             | 亞洲動漫創作展PF25檜山修之見面會@台北花博                                                         | 自己 / 殺無生         |
| 2017/12/28             | 緒方惠美《Animegu。25th。》巡迴演唱會【東京場】                                                   | 特別出演來賓          |
| 2017/12/29~2018/01/08  | 超人力霸王英雄展 2018《超人力霸王捷德》 戰鬥舞台表演                                              | 超人力霸王尊王 (配音) |
| 2021/05/08-05/09       | 《網球王子 BEST FESTA!! 王者立海大 REVENGE》                                                      | 自己 / 胡狼桑原       |
| 2022/05/07             | yucat (加藤有加利)《PARALLEL LIVE vol.17: Dr.Codeノ策略》 in 三麗鷗彩虹樂園                       | Dr.Code               |

## 音樂及CD作品

### 個人音樂專輯
| 發行日期   | 專輯名稱                                                  | 產品編號   |
| ---------- | --------------------------------------------------------- | ---------- |
| 1995/06/01 | Prototype                                                 | VPCG-84250 |
| 1996/12/20 | 諸行無常: All things are in flux and nothing is permanent | VPCG-84606 |
| 2003/09/18 | fasti                                                     | AKCJ-80033 |
| 2008/03/12 | Hi-Son: Hiyama Song                                       | XNCG-10004 |

### 角色歌專輯
| 發行日期   | 專輯名稱                                                                   | 飾演角色         | 產品編號     | 備註     |
| ---------- | -------------------------------------------------------------------------- | ---------------- | ------------ | -------- |
| 1993/08/20 | 幽遊白書 音樂對決篇                                                        | 飛影             | MRCA-20020   | 專輯     |
| 1993/12/16 | 勇者特急隊 歌之專集                                                        | 旋風寺舞人       | VICL-437     | 專輯     |
| 1993/12/17 | 幽遊白書 熱唱篇 ~卡拉OK對決大亂鬥~                                         | 飛影             | MRCA-20028   | 專輯     |
| 1994/06/08 | 幽遊白書 冥界死鬥篇炎之絆 ~飛影之章~                                       | 飛影             | TYDY-2062    | 單曲     |
| 1994/08/19 | 幽遊白書 音樂對決篇 2                                                      | 飛影             | MRCA-20042   | 專輯     |
| 1994/11/21 | 銀河戰國群雄傳角色歌系列: 流れる雲のように                                 | 龍我 雷          | APDM-5015    | 單曲     |
| 1994/12/16 | 銀河戰國群雄傳原聲集Vol.2 ※ 收錄與單曲相同的角色歌                         | 龍我 雷          | APCM-5055    | 專輯     |
| 1994/12/16 | 幽遊白書 音樂對決篇 3 ~魔界傳說~                                           | 飛影             | MRCA-20052   | 專輯     |
| 1996/08/26 | B't X 光與風的輪舞曲 1: 想要守護你                                         | 高宮鐵兵         | PODX-1014    | 單曲     |
| 1999/03/25 | 頭文字D Vocal Battle ※ 聲優在專輯中皆翻唱SUPER EUROBEAT系列曲目            | 中里 毅          | AVCT-15000   | 專輯     |
| 2000/01/26 | 頭文字D Vocal Battle: Second Stage                                         | 中里 毅          | AVCA-14003   | 專輯     |
| 2000/05/03 | 無限的未知角色歌曲集                                                       | 艾雅茲·布魯      | VICL-60559   | 專輯     |
| 2000/08/23 | 夢幻遊戲 歌曲集: 電視版歌曲大全                                            | 斗宿             | TYCY-10037/9 | 專輯     |
| 2002/03/27 | 通靈王 角色歌曲集 「歌の万辞苑」                                           | 聖善             | KICA-570     | 專輯     |
| 2003/09/03 | 心跳回憶 Girl's Side Clovers' Graffiti 3: 鈴鹿和馬                         | 鈴鹿和馬         | KMCM-25      | 單曲     |
| 2004/03/14 | 心跳回憶 Girl's Side Image Song Collection ～Be Mine～                     | 鈴鹿和馬         | KMCA-192     | 專輯     |
| 2004/05/12 | 網球王子 Best of Rival Players XVIII: 胡狼桑原&丸井聞太                    | 胡狼桑原         | NECM-11027   | 單曲     |
| 2004/07/07 | Super Stylish Doctors Songs: Seven Vitamins                                | 君島 究          | LACA-5292    | 專輯     |
| 2005/12/21 | Super Stylish Doctors Songs 2: Ten Supplements                             | 君島 究          | LACA-5463    | 專輯     |
| 2006/02/24 | 水之旋律 Character Song ~Futari no Another Story~ Drop IV: HUNTER          | 片瀬哲生         | VGCD-0027    | 單曲     |
| 2006/08/02 | BLEACH Beat Collection 2nd Session: 03                                     | 斑目一角         | SVWC-7382    | 單曲     |
| 2006/09/20 | 夢幻騎士V Generations 角色歌曲集                                           | 凱亞力克         | PCCG-00813   | 專輯     |
| 2007/10/01 | Super Stylish Doctors Songs 3: eight beating                               | 君島 究          | GOLG-1001    | 專輯     |
| 2008/05/14 | Petit Four花色小蛋糕角色歌Vol.3: 松尾勇&武梨靜                             | 松尾 勇          | TRCD-10079   | 單曲     |
| 2008/06/20 | 放課後は白銀の調べ: 御代天也篇                                             | 御代天也         | FPBD-0064    | 單曲     |
| 2008/12/03 | 魔法學園MA插入歌系列4: M-O-E-S〜K-S-Kする衝動                              | 富蘭克拉姆・修達 | FVCG-1074    | 單曲     |
| 2009/01/28 | 網球王子 Roman-Ranman                                                      | 胡狼桑原         | NECA-10118   | 單曲     |
| 2010/03/24 | 戰國無雙 3 閃: 烈歌奧義                                                    | 伊達政宗         | KECH-1546    | 專輯     |
| 2011/05/25 | 戰國無雙 3Z 天: 轟歌奧義                                                   | 伊達政宗         | KECH-1577/8  | 專輯     |
| 2014/07/16 | 網球王子 II: RIKKAI SUPER STARS                                            | 胡狼桑原         | NECA-33003   | 專輯     |
| 2015/01/28 | 海賊王 ニッポン縦断! 47クルーズCD at 島根: 島根3賛歌 Mr.3                  | Mr.3             | EYCA-10247   | 單曲     |
| 2016/02/17 | 決定盤: 幽遊白書 主題歌和角色歌精選集 ※ 專輯是經過數位修復發行的收藏版本。 | 飛影             | PCCK-20121   | 專輯     |
| 2017/02/08 | 神裝少女小纏 迷你角色歌曲集                                                | 卡里奧特         | LACA-15632   | 專輯     |
| 2017/08/02 | 快盜天使雙胞胎 角色歌選: Jewelry                                           | 如月唯人         | PCCR-90078   | 專輯     |
| 2018/01/04 | 幽遊白書 25週年單曲紀念箱 ※ 限定7吋黑膠唱片收藏版本。                      | 飛影             | PCKA-00011   | 黑膠唱片 |
| 2020/04/29 | 網球王子 校隊單曲: ベスフェス～Are We Cool ?～「王者立海大」               | 胡狼桑原         | NECM-10280   | 單曲     |
| 2020/04/29 | 網球王子 角色單曲: LEAVE IT TO ME                                          | 胡狼桑原         | NECM-10282   | 單曲     |

### 廣播劇
※ 發行年份與產品編號以角色初登場演出的產品篇排
| 發行年份              | 作品系列 | 角色               | 產品編號             |
| --------------------- | --- | ------------------ | -------------------- |
| 1994/07/21            | 原作廣播劇場 《銀河戰國群雄傳》                                                                                               | 龍我 雷            | APCM-5043            |
| 1996/06/21 1996/12/21 | 《機動戰士GUNDAM第08MS小隊》廣播劇: REPORT系列 (全兩集) ※ 廣播劇第一集為OVA主線第4.5集，廣播劇第二集為OVA主線第4.5以及6.5集。 | 天田士郎           | KICA-309 KICA-330    |
| 1997/07/24            | 《勇者王》廣播劇系列 (全四集)                                                                                                 | 獅子王 凱          | VICL-60018           |
| 1997/10/21            | 《白色十字架》 Dramatic Collection I ~The Holy Children~                                                                      | 捷克 K             | MMCM-1003            |
| 2000/08/23            | 《勇者王FINAL》 廣播劇: 最強角色系列 (第1, 2, 4, 5集)                                                                         | 獅子王 凱/我王凱牙 | VIZL-43              |
| 2002/09/25            | 《心跳回憶 Girl's Side》 序: 初戀                                                                                             | 鈴鹿和馬           | KMCA-169             |
| 2002/09/25            | 《心跳回憶 Girl's Side》 廣播劇Vol.2～feat.姫条まどか・鈴鹿和馬                                                               | 鈴鹿和馬           | KMCA-181             |
| 2003/08/06            | 《心跳回憶 Girl's Side》 第一章:另一個季節 〜春〜                                                                             | 鈴鹿和馬           | KMCA-187             |
| 2003/10/01            | 《心跳回憶 Girl's Side》 第二章:另一個季節 〜夏〜                                                                             | 鈴鹿和馬           | KMCA-188             |
| 2003/09/26            | 《S.S.D.S. 〜Super Stylish Doctors Story〜》 系列                                                                             | 君島 究            | LACA-5206            |
| 2004/08/27            | 《轉生學園幻蒼錄》拾穗抄 Drama CD (全三集)                                                                                    | 九條綾人           | AFC-8002             |
| 2004年12月 2005年3月  | 集英社廣播CD:《幽遊白書》 (全兩集)                                                                                            | 飛影               | SCD-90585 SCD-909113 |
| 2005/04/22            | 《彩雲國物語》 廣播劇系列: 紅風乍現/黃金約定 (全兩集) ※ 尚未出動畫之前的詮釋，部份聲優陣容在動畫化後有做更動。                | 李絳悠             | MMCC-4067 MMCC-4068  |
| 2005/06/24            | 集英社廣播CD:《Mr.FULLSWING強棒出擊》 (全三集)                                                                                | 獅子川 文          | SCD-909139           |
| 2005/10/21            | 《重生傳奇》 廣播劇系列 | 維格・朗柏格       | FCCT-0034            |
| 2006/02/22            | 《Last Escort》 廣播劇CD | 千尋               | KDCA-0051            |
| 2006/04/28 2006/08/25 | 《乙女的恋革命★ラブレボ!!》(全兩集)                                                                                           | 橘 剣之助          | IN-D014A IN-DO15A    |
| 2006/07/21            | 《水之旋律》 ~夢想組曲~ | 片瀨哲生           | MMCC-4101            |
| 2006/08/25            | 《幻夢遊戯 玄武開傳》 系列 ※ 第四集初登場，外加單行本以及雜誌特典中演出                                                       | 斗宿               | MMCC-4102 (第四集)   |
| 2006/08/25            | 《彩雲國物語》動畫版廣播劇 (全三集)                                                                                           | 李絳悠             | MMCC-4103            |
| 2006/09/08            | 《彩雲國物語》動畫版廣播劇番外篇系列 (全三集)                                                                                 | 李絳悠             | GNCA-1088            |
| 2006/10/04            | 《仰望半月的夜空》廣播劇版 (全五集)                                                                                           | 戎崎誠一           | WACD-204             |
| 2006/12/21            | 《Ai Death Gun》 系列 (全六集)                                                                                                | 鷺宮レイジ         | LACA-5591            |
| 2007/06/29 2007/09/28 | 《小鳩町から散弾銃》 (全兩集) ※ 原預定有第三集，但中途遭到停製。                                                              | 理查王子           | RIO-020 RIO-021      |
| 2007/09/07            | 《彩雲國物語》動畫版廣播劇第二季番外篇系列 (全三集)                                                                           | 李絳悠             | GNCA-1128            |
| 2008/05/23            | 《乙女的恋革命★ラブレボ!!》GO！GO！お見舞い大作戦                                                                             | 橘 剣之助          | GHWCD-08002          |
| 2009/07/23            | 《彩雲國物語》原作版廣播劇: 戀愛指南爭奪戰! ※ 動畫版聲優陣容                                                                  | 李絳悠             | MMCC-4196            |
| 2009/12/23            | 朗讀CD《The Time Walkers 05:平知盛》                                                                                          | 平知盛，兼旁白     | XNCG-10013           |
| 2011/10/27            | 《方言戀愛》 系列: 廣島縣 ※ 收錄在廣播節目CD《方言戀愛》 第二卷:「長野県」「福島県」「広島県」附贈之特典專輯                  | アキラ             | MV-0026              |
| 2011/11/12            | 《感應時間》系列第六集 - 紅玉之簪與紫龍之間                                                                                   | 主角 (無名)        | GUMO-0011            |
| 2015/10/28            | 《歡迎蒞臨聲優宿舍!》 第201室 ~方言聲優~                                                                                      | 水野大河           | EYC1-10564           |
| 2017/03/22            | 《為美好的世界獻上祝福！》 動畫版第2季原聲帶 Vol.3:「為受難的每日給予福音！」                                                 | 沃爾剛             | COCX-39904           |

### 特別合作
| 發行日         | 曲名                                    | 媒體   | 歌手                                            | 擔任角色     | 專輯                | 產品編號   |
| -------------- | --------------------------------------- | ------ | ----------------------------------------------- | ------------ | ------------------- | ---------- |
| 2014           | 「Walkin' Loopin' Party」feat. 檜山修之 | 音樂MV | EMERGENCY (NEW YOUNG, CRAZY YU, DANCING YUKARI) | 旁白和大魔王 |                     |            |
| 2017年10月11日 | 「當太陽再度閃耀時」feat. 檜山修之      | 翻唱   | 緒方惠美                                        | 雙人合唱     | 《Animegu。25th。》 | LACA-15665 |

## 外部連結
- ARTSVISION公式官網的聲優簡介 （页面存档备份，存于） （日語）